# Догаро (Модена)
Догаро је насеље у Италији у округу Модена, региону Емилија-Ромања.
Према процени из 2011. у насељу је живело 154 становника. Насеље се налази на надморској висини од 14 м.